# Pitic

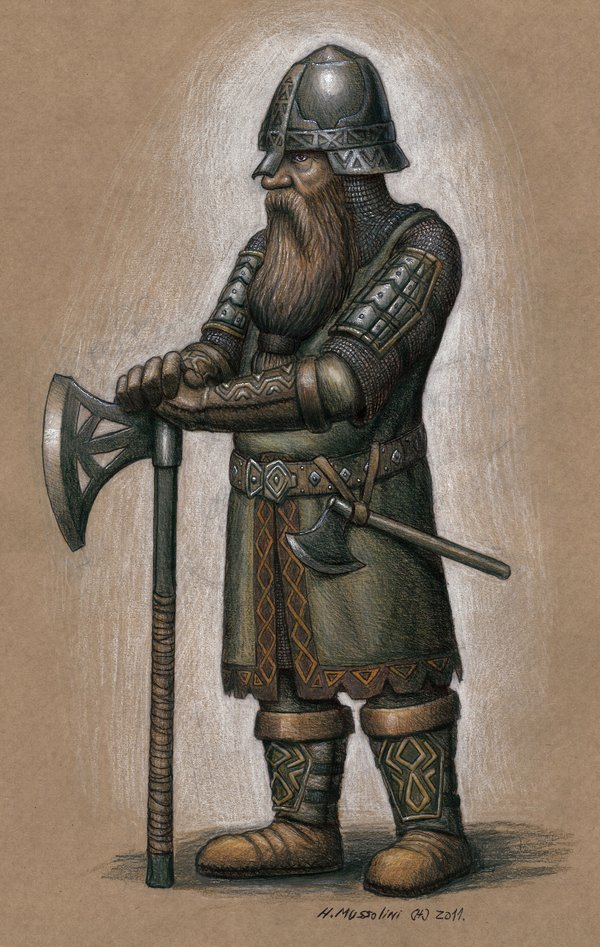
Un pitic bătrân

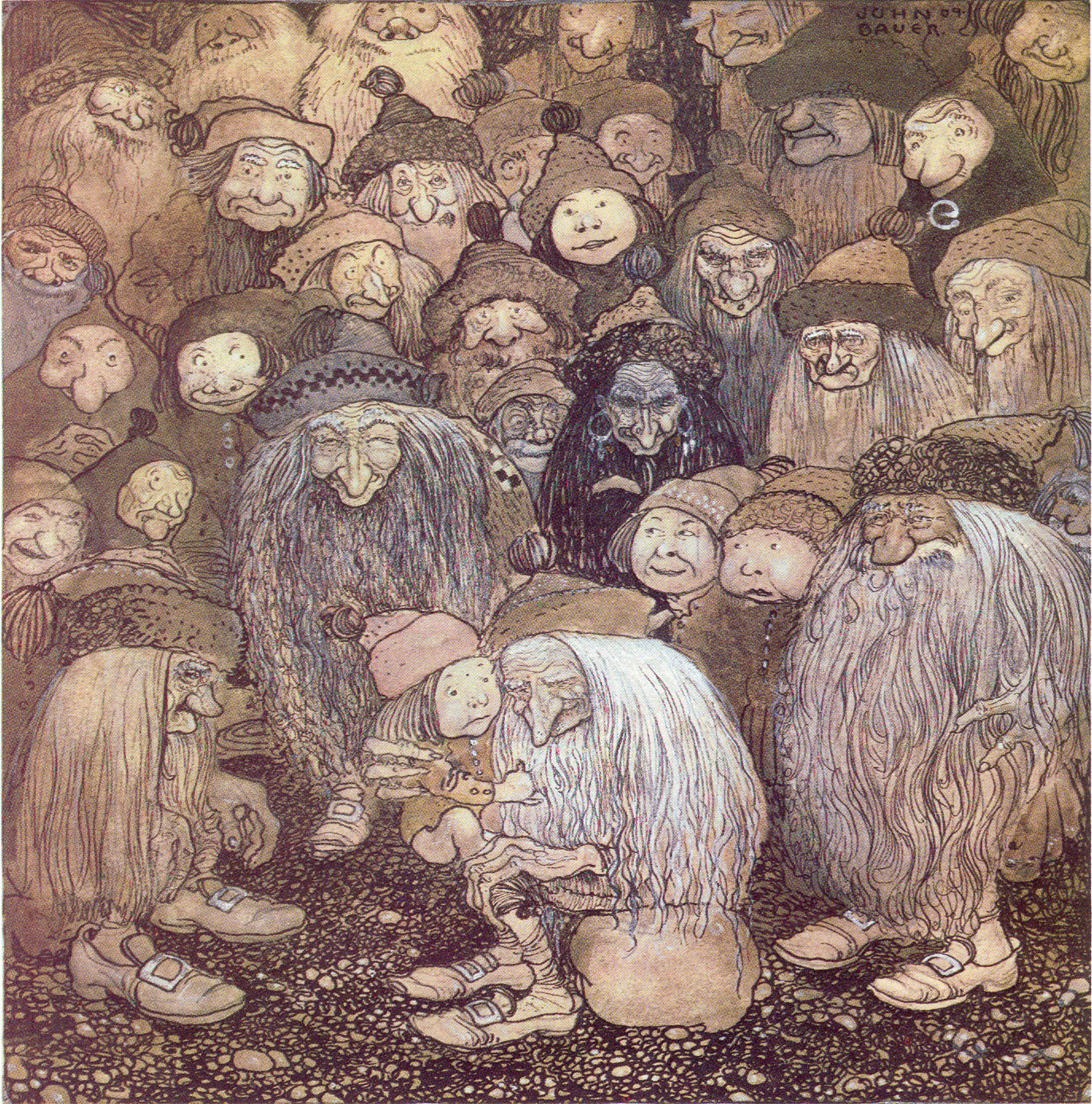
Ilustrare a unei legende cu pitici

Piticii sunt ființe supranaturale de dimensiuni mici, cu barbă și ochi mărunți din mitologia nordică. Conform legendelor, sunt mari meșteșugari: ei au creat sabia Gram, inelul magic Andvariut, inelul de aur al lui Odin numit Draupnir, sulița Gungir, părul de aur al lui Sif, colierul lui Freyja, coiful numit Huliǒshjálmr, ciocanul pe nume Mjollnir și corabia Skíǒshjálmr.